# Angela Kallhoff
Angela Kallhoff (* 13. Mai 1968 in Arnsberg) ist eine deutsche Philosophin, Hochschullehrerin und Autorin.

## Leben
Angela Kallhoff studierte Philosophie, Mathematik, Erziehungswissenschaften und Katholische Theologie an der Westfälischen Wilhelms-Universität in Münster, wo sie 1995 mit dem Magistra Artium im Fach Philosophie abschloss. Während ihre Doktorats arbeitete sie am Zentrum für Umweltforschung der Westfälischen Wilhelms-Universität und unterstützte die Symposien zu interdisziplinären Themen der Umweltforschung. 1999 promovierte sie bei Ludwig Siep und Wolfgang H. Barz mit der Studie Prinzipien der Pflanzenethik. Die Bewertung pflanzlichen Lebens in Biologie und Philosophie zum Dr. phil. Während ihres Doktorats verbrachte sie ein Semester als Erasmus-Studentin an der Universität Padua.
Ab 2001 war Angela Kallhoff wissenschaftliche Assistentin am Institut für Philosophie an der Universität Münster. Von 2003 bis 2005 forschte sie an der University of Chicago mit einem Feodor-Lynen Stipendium der Alexander von Humboldt Forschung zu öffentlichen Gütern. Dort unterrichtete sie auch an der Divinity School und erhielt ein Stipendium des Martin Marty Center für ihre Forschungen zu öffentlichen Gütern. Im Jahr 2008 folgte die Habilitation an der Westfälischen Wilhelms-Universität mit einer Studie zum Neo-Naturalismus bei Aristoteles.
Nachfolgend vertrat sie Professuren für Praktische Philosophie an der Universität Münster und der Universität Köln. 2011 wurde sie zur Universitätsprofessorin für Ethik mit besonderer Berücksichtigung von Angewandter Ethik an die Universität Wien berufen. Dort leitete sie die interdisziplinäre Forschungsplattform Nano Norms Nature (2015–2019) und das vom Österreichischen Wissenschaftsfonds unterstützte Projekt New Directions in Plant Ethics (2015–2019). Kallhoff nahm Research Scholarships an der Columbia University in New York wahr (2015), wo sie am Department of Philosophy und dem Earth Institute forschte. Sie war auch Gastwissenschaftlerin am Center of Advanced Studies der LMU München (2019). Aktuell ist sie Vize-Direktorin der Vienna Doctoral School in Philosophy und Key Researcher im FWF-Forschungscluster Knowledge in Crisis. In ihrer internationalen Vortragstätigkeit widmet sie sich Fragen der Ethik, der politischen Philosophie, der Natur- und Klimaethik.

## Schriften (Auswahl)

### Autorin
- Prinzipien der Pflanzenethik. Die Bewertung pflanzlichen Lebens in Biologie und Philosophie. Frankfurt/New York: Campus, 2002. ISBN 978-3-593-37041-5
- Ethischer Naturalismus nach Aristoteles. Paderborn: Mentis, 2010. ISBN 978-3-89785-712-4
- Why Democracy Needs Public Goods. Lanham, MD, et al.: Lexington Books, a Division of Rowman & Littlefield Publishers, 2011. ISBN 978-0-7391-5100-6 https://doi.org/10.4000/oeconomia.378
- Politische Philosophie des Bürgers. Wien/Köln/Weimar: Böhlau Verlag. 2013. ISBN 978-3-205-78916-1
- Climate Justice and Collective Action. Oxford: Routledge, 2021. ISBN 978-1-003-16232-2
- Der Mensch – das moralische Tier. Berlin: Suhrkamp Wissenschaft 2022. ISBN 978-3-518-29978-4

### Herausgeberschaft
- Kallhoff, Angela, Di Paola, Marcello, & Schörgenhumer, Maria (Hrsg.). Plant ethics: Concepts and applications. Routledge, 2018. https://doi.org/10.4324/9781315114392
- Eisenberger, Iris, Kallhoff, Angela, & Schwarz-Plaschg, Claudia. (Hrsg.). Nanotechnology: Regulation and Public Discourse. Rowman & Littlefield. 2019. ISBN 978-1-78660-893-2

### Artikel
- Why societies need public goods. In: Critical Review of International Social and Political Philosophy 17/6 (2014): 635–651. DOI: https://doi.org/10.1080/13698230.2014.904539.
- The Committed Soldier: Religion as a Necessary Supplement to a Moral Theory of Warfare. In: Politics, Religion & Ideology, 16/4 (2015): 434–448. With Thomas Schulte-Umberg.  https://doi.org/10.1080/21567689.2015.1132415
- Safer by Design and Trump Rights of Citizens. In: Nano Ethics, Special Section: Safer by Design in the Nano-Field, Springer, Vol. 11/3 (2017): 291-295.
- Water Ethics: Toward Ecological Cooperation. In: The Oxford Handbook of Environmental Ethics, Oxford: Oxford University Press. 2017, 416–426. DOI: https://doi.org/10.1093/oxfordhb/9780199941339.013.37
- The Virtues of Gardening: A Relational Account of Environmental Virtues. In: Environmental Ethics 39/2 (2017): 193-210. With Maria Schörgenhumer.
- The Normative Limits of Consumer Citizenship. In: Journal of Agricultural and Environmental Ethics, 01/2016, vol. 29, no. 1 (2016): 23–34. DOI: https://doi.org/10.1007/s10806-015-9586-3
- Climate Justice and Climate Conflicts as a Security Policy Challenge in the 21st Century. In: Ethics and Armed Forces. Controversies in Peace Ethics & Security Policy, 2021-1 (2021): 26-31. With Thomas Schulte-Umberg.
- Public Goods as Obligatory Bridges between the Public and the Private. In: Philosophical Papers, 50-3 (2022), 387-405. DOI: https://doi.org/10.1080/05568641.2022.2046494